# Protagoras
Protagoras din Abdera (greacă: Πρωταγόρας, n. 490 î.Hr., Avdira, Macedonia și Tracia⁠(d), Grecia – d. 420 î.Hr., Marea Ionică), a fost un filosof grec, considerat a fi cel mai timpuriu și mai important dintre sofiști.

## Biografie
Originar din Abdera, Tracia, Protagoras și-a petrecut viața în lungi călătorii, întrerupte de popasuri în Atena, unde s-a împrietenit cu Pericle.
La fondarea orașului Thurioi (444 î.Hr.), lui Protagoras i s-a comandat redactarea proiectului constituției noii cetăți. Din cauza scrierii Despre zei(arsă în public la Atena), o lucrare considerată de unii ca fiind atee, a fost acuzat în 411 î.Hr. și obligat să părăsească orașul. A murit, potrivit tradiției, într-un naufragiu în drum spre Sicilia.

## Scrieri
Din bogata sa operă - scrieri de retorică, etică, drept, filosofie și gramatică - nu s-au păstrat decât 20 de rânduri. De la Diogenes Laertios se pot afla câteva din titlurile lucrărilor lui Protagoras: Arta controversei, Despre luptă, Despre științe, Despre stat, Despre starea primordială a lucrurilor, Despre lucrurile din Hades, Despre faptele greșite ale oamenilor, Precepte, Discuții contradictorii.
Influența gândirii sale s-a făcut simțită asupra lui Democrit, Euripide și a filosofilor sceptici.
Platon îl face eroul unui dialog, combătându-i tezele (v. Dialogul Protagoras); Plutarh și Profir îi mai citeau în secolele 2-3 scrierile.
Protagoras a fost cunoscut ca profesor de retorică și dezbatere, care erau importante în viața socială a Greciei antice.
Este autorul celebrului aforism: Omul este măsura tuturor lucrurilor, și a celor care există precum există, și a celor care nu există, precum nu există. 